# Callicostella vesiculata
Callicostella vesiculata är en bladmossart som beskrevs av Georg Friedrich von Jaeger 1877. Callicostella vesiculata ingår i släktet Callicostella och familjen Hookeriaceae. Inga underarter finns listade i Catalogue of Life.